# سکیورلول
سطح امنیتی یا سکیورلول (به انگلیسی: Securelevel) یک مکانسیم امنیتی در هسته سیستم‌عامل‌های خانواده بی‌اس‌دی است که به کاربر اجازه می‌دهد تا به اختیار خود برخی از قابلیت‌های سیستم را محدود کند. سطح امنیتی سیستم توسط یک متغیر sysctl به نام kern.securelevel کنترل می‌شود. این متغیر یک عدد صحیح بزرگتر از صفر می‌پذیرد که این عدد صحیح همان سطح امنیتی سیستم را مشخص می‌کند. هر پروسه‌ای که متعلق به کاربر ریشه است می‌تواند سطح امنیتی سیستم را بالا ببرد. اما فقط پروسه init می‌تواند آن را کاهش دهد. (آن هم نه در فری‌بی‌اس‌دی)
وقتی که این قابلیت در زندان‌های فری‌بی‌اس‌دی استفاده می‌شود، هر زندان می‌تواند علاوه بر سطح امنیتی سراسری (که بین میزبان و دیگر زندان‌ها مشترک است)، سطح امنیتی مختص به خود را هم داشته باشد. وقتی که هر دو سطح امنیتی سراسری و محلی تنظیم شده باشند، آن سطحی که بالاتر باشد برای زندان استفاده می‌شود. این کار به سیستم میزبان اجازه می‌دهد تا در یک سطح امنیتی پایینتر نسبت به زندان‌ها اجرا شود؛ بنابراین ممکن است سیستم میزبان قادر به دستکاری پرچم‌های فایل‌هایی باشد که زندان‌ها قادر به دستکاری آنها نیستند. سطول امنیتی را نباید با سطوح اجرایی اشتباه گرفت.